# Conca, città profondata

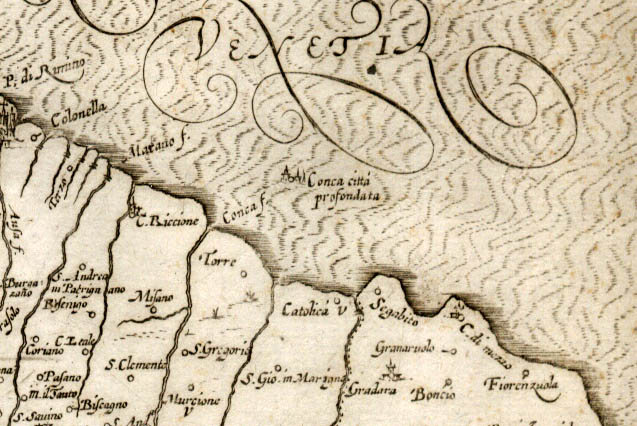
Un'antica mappa raffigurante la Romagna in cui viene riportato il toponimo Conca, città profondata.

La leggenda di Conca, città profondata nasce tra il XIV ed il XV secolo, a seguito di un'annotazione di un anonimo commentatore della Divina Commedia in cui si parla di tale luogo posto nel mare prospiciente la località di Cattolica:
(Anonimo commentatore della Divina Commedia, XIV secolo)
L'annotazione getta le basi per quella che sarà poi la leggenda di un'Atlantide adriatica, identificata poi nella prima metà del Quattrocento, dal forlivese Flavio Biondo, con l'antico abitato di Conca, quest'ultimo documentato storicamente. La presunta città sprofondata in mare fu indicata anche come Valbruna.

## La diffusione nella cartografia e le ipotesi
Nel passo in cui nel 756 Pipino il Breve restituiva alla Chiesa i possessi longobardi, non veniva spiegato il motivo per il quale Conca passasse da civitas ad un più modesto castrum. Ciò portò a ritenere che la città fosse scomparsa a seguito di un qualche cataclisma improvviso. Fatto sta che nei secoli successivi, proseguendo in una sorta di passaparola cartografico, verrà tramandata l'enigmatica dicitura - poco al largo della foce del fiume Conca - di Conca città profondata.
Una delle poche tesi attendibili ricondurrebbe profondata ad un utilizzo sinonimico di distrutta: in tal caso viene in soccorso una possibile spiegazione del Veggiani, che ricondurrebbe l'epiteto come riferimento ad un evento storicamente accaduto. In particolare, emergerebbe dai suoi studi sul bacino imbrifero della basse valle del Conca un periodo di intensissima piovosità, che verso la metà del primo millennio, avendo prodotto vasti allagamenti ed importanti modifiche in prossimità della foce del fiume Crustumium (che in origine riuniva i torrenti Conca, Ventena, Tavollo, Rio Vivare), avrebbe provocato l'abbandono degli insediamenti abitati ed una conseguente creazione di nuovi. 
Questo sembra anche suggerire una veloce annotazione di viaggio del veneziano Bernardino Fontana, di passaggio nel 1550 per Cattolica.
Da escludere invece fenomeni legati all'azione erosiva da parte del mare, poiché fuorché la punta della valle, dove trova collocazione il porto di Cattolica, l'evoluzione geologica della costa ha portato più a fenomeni di ripascimento, che di erosione.
In base a questi indizi, seppur in totale assenza di riferimenti archeologici o fattuali, si è ipotizzata l'esistenza, sulla foce antica dell'omonimo fiume, dell'antica città di Conca e la sua improvvisa scomparsa. È fantasiosa invece la collocazione al largo della costa di un centro abitato e la presenza di suoi ruderi nel fondale: quello che esiste sono formazioni geologiche dalla forma regolare, che intravviste a distanza possono far pensare a ruderi di costruzioni.